# Moody Gardens
Koordinaten: 29° 16′ 26,8″ N, 94° 51′ 4,7″ W

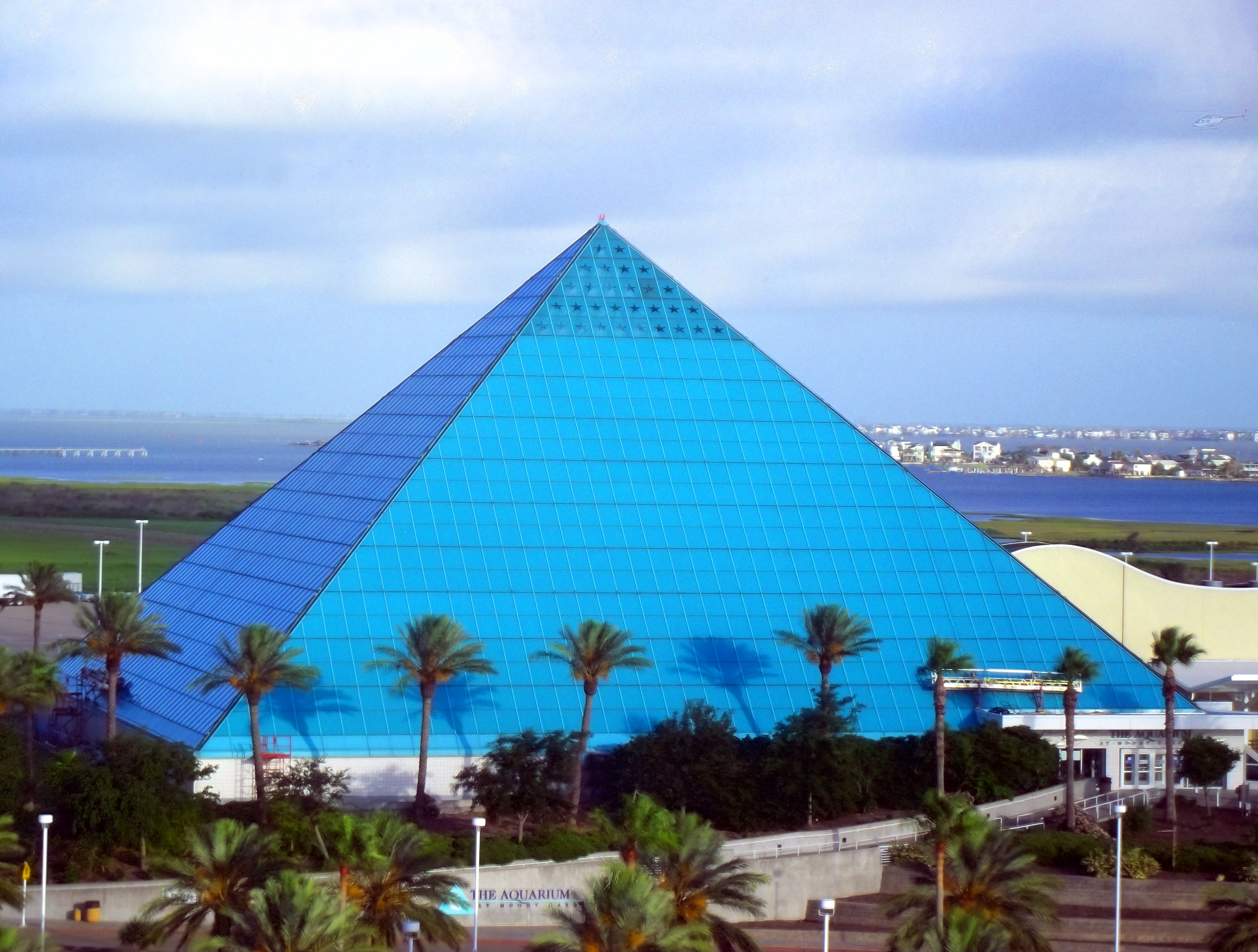
Die Aquarium-Pyramide in Moody gardens.

Moody Gardens ist eine auf Bildung ausgerichtete Touristenattraktion, mit einem Golfplatz und einem Hotel in Galveston, Texas. Der Park wurde 1986 eröffnet. Die Attraktion ist nicht-profit-orientiert (gemeinnützig) und nutzt die Natur, um Besucher zu bilden und sie für Naturschutz und Wildnis zu begeistern.
Moody Gardens zeigt drei Hauptattraktionen in Pyramidenform: die Aquarium-Pyramid, eines der größten Aquarien in der Region mit vielen Fischarten und Meerestieren; die Rainforest-Pyramid, mit tropischen Pflanzen, Säugetieren, Vögeln, Schmetterlingen, Reptilien und weiteren anderen Regenwald-Tieren wie freilaufenden Affen und Zweifinger-Faultiere; sowie die Discovery Pyramid, welche sich auf naturwissenschaftliche Ausstellungen und Aktivitäten spezialisiert.
Eine weitere Hauptattraktion in Moody Gardens ist der Wasserpark Palm Beach mit weißem Sand, welcher aus Florida importiert wird. Der Wasserpark ist hauptsächlich im Sommer geöffnet und umfasst verschiedene Pools, einen lazy river (Strömungsbecken), Turmrutschen, ein Warmbecken, Ziplines und ein Planschbereich für Kleinkinder. Moody Gardens hatte zeitweise auch ein RideFilm Theater mit bewegungsbasierten Schalensitzen, das MG 3D Theater verfügt über die größte Leinwand in ganz Texas, außerdem gibt es ein 4D Special FX Theater, ein Schaufelrad-Ausflugboot, ein Hotel, einen Golfplatz und ein Kongresszentrum.
Einer der Anziehungspunkte von Moody Gardens sind die vielfältigen dynamischen Nutzungsmöglichkeiten. Jedes Jahr besuchen einheimische Touristen und Geschäftsreisende aus der Stadt Houston und der ganzen Welt die Gärten. Im Jahr 2004 stellte der Standort erstmals seine erweiterten Einrichtungen vor, die rund 60.000 m² Fläche für Ausstellungs- und Geschäftszwecke bieten.
Die Eigentümer beauftragten Geoffrey Jellicoe mit dem Landschaftsentwurf. Der Plan wird in Gardens of the Mind: the Genius of Geoffrey Jellicoe beschrieben.

## Aquarium Pyramid
Die 1999 eröffnete Blaue Pyramide ist ca. 12 Stockwerke hoch. Die riesigen Becken dieser Pyramide beherbergen etwa 10.000 Meerestiere, darunter Fische, Haie, Robben und Pinguine. Sie repräsentieren jeweils unterschiedliche Meeresregionen: Nordpazifik, Südpazifik, Südatlantik und Karibik.
Die Ausstellung wurde nach Renovierungsarbeiten 2017 wiedereröffnet. Bei der Wiedereröffnung zeigte die Aquariumpyramide einen 1,5 Mio. Gallonen (5.678.118 l) fassenden Tank, der die vielfältigen Meereslebewesen der Welt zeigt. Die 37 Millionen Dollar teuren Renovierungen der Aquarium Pyramide bieten Besuchern die Möglichkeit, eine immersive Welt zu erkunden, welche die Bedeutung des globalen Schutzes der Weltmeere erklärt.

## Rainforest Pyramid

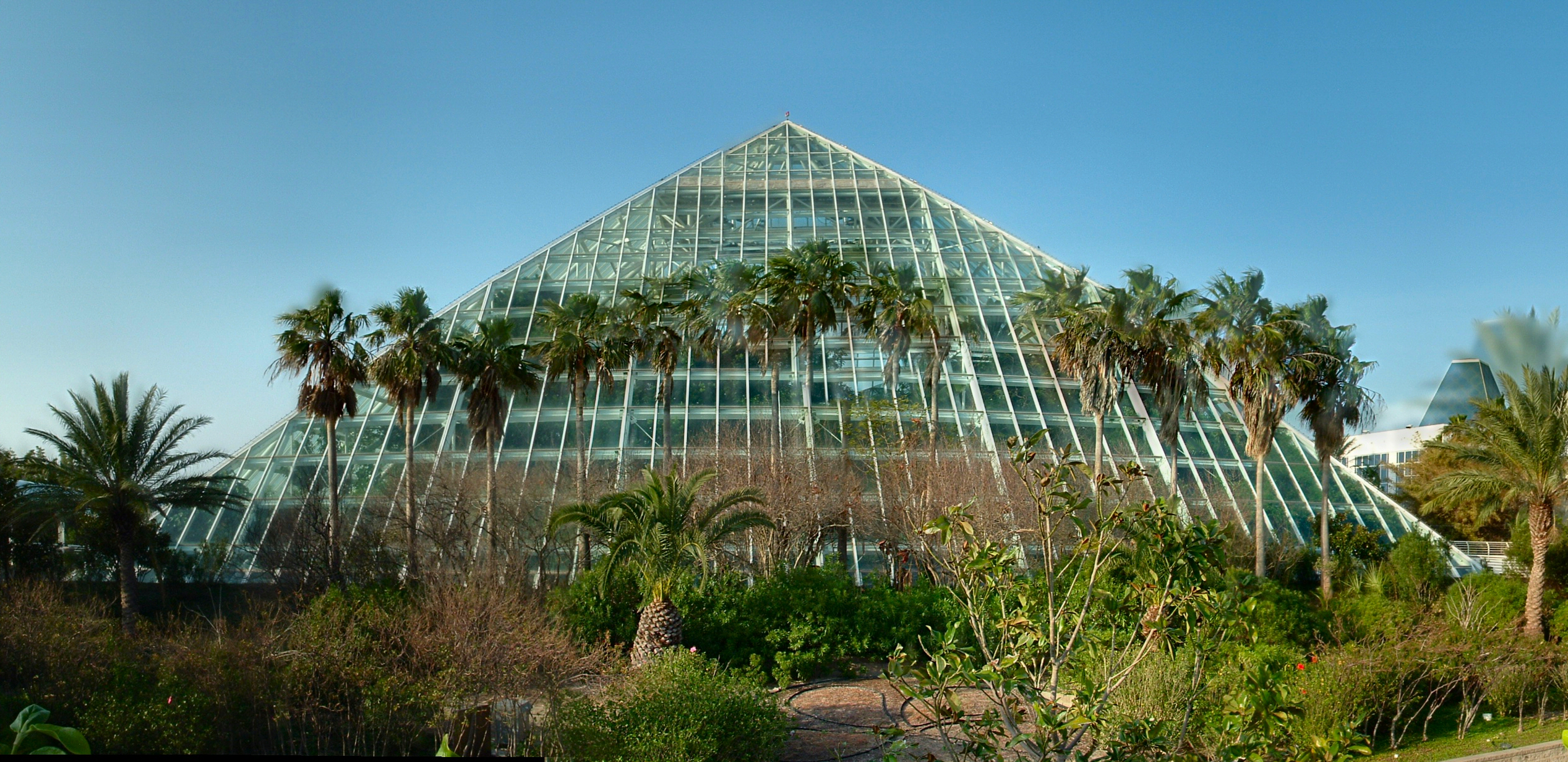
Moody Gardens’ Rainforest Pyramid

Die durchsichtige Pyramide wurde 1993 eröffnet und erreicht eine Höhe von 10 Stockwerken. Nach dem Hurrikan Ike brachte das 25 Mio. Dollar teure Projekt den Besuchern die Natur näher. Das mehrstufige Projekt Rainforests of the World konzentriert sich auf Bildung, Erhaltung und mögliche Zucht seltener und gefährdeter Tiere. Amazonas-Riesenotter, Saki-Affen, Ozelots und eine Vielzahl anderer Tiere, Vögel und Reptilien – mehr als 1.000 exotische Arten – zeigen die Vielfalt der Regenwaldumgebung.
Die Regenwälder Asiens, Afrikas und Amerikas sind durch die beliebten Fledermaushöhlen, tosenden Wasserfälle und Maya-Ruinen gekennzeichnet. Das warme, feuchte Innere simuliert das Klima von Regenwäldern.

## Discovery Pyramid
Die Discovery Pyramid wurde 1997 eröffnet. und bietet Wanderausstellungen und den Fahrfilm (Bewegungssimulator). Im Mai 2015 fügte Moody Gardens der unteren Ebene der Discovery Pyramid eine semipermanente Ausstellung hinzu, die SpongeBob SubPants Adventure Ride.
Die SpongeBob-Attraktion war das Ergebnis der Zusammenarbeit mehrerer Unternehmen und zeigte 3D-Animationen in Verbindung mit High-Tech-Audio- und Videokomponenten. Die Attraktion erhielt landesweite Anerkennung und wurde 2016 von der Themed Entertainment Association mit einem Preis für herausragende Leistungen ausgezeichnet.
Im Jahr 2017 stellte die Discovery Pyramid erstmals eine 20x10 Fuß große LED-Wand vor, die den Besuchern ein immersives Erlebnis bietet.
Im Jahr 2019 wurde das SpongeBob SubPants Adventure eingestellt und durch „20.000 Meilen unter dem Meer: Ein interaktives Abenteuer“ ersetzt. Dieser interaktive 4D-Film folgt einem technologisch verbesserten Kugelfisch namens „Deep“, der das U-Boot Nautilus durch verschiedene vom Publikum ausgewählte Teile des Ozeans führt. Deep wird von einem Live-Schauspieler dargestellt, der die Figur in Echtzeit spricht und steuert und so für jedes Publikum eine personalisierte Show schafft.
Auf der oberen Ebene der riesigen, tiefrosafarbenen Discovery Pyramid wird die Show JAM REMASTERED: THE SCIENCE OF MUSIC gezeigt, welche die Verbindung zwischen Musik, Wissenschaft und Mathematik erforscht (2021).

## Palm Beach
Palm Beach wurde 1988 als erste Attraktion des Parks eröffnet, der für den Bau der Palm Beach-Attraktionen verwendete weiße Sand wurde von den Küstenstränden der Florida-Halbinsel importiert. Später wurde Palm Beach zu einem voll nutzbaren Wasserpark ausgebaut. Der Wasserpark verfügt über das Aquarium Adventure, eine Gruppe von Rutschen mit einem Mülleimer, ein Wellenbad, einen Strömungskanal, Tower Slides (zwei Wasserrutschen) und „Splashpad“, den Kleinkindbereich des Wasserparks. Der künstliche Strand liegt neben der Galveston Bay, ist jedoch nicht mit dieser verbunden.

## Moody Gardens Zip Line und Ropes Course
Im Mai 2014 eröffnete Moody Gardens den höchsten Hochseilgarten an der Golfküste. Der fünfstufige „Sky Trail Ropes Course“ (oder „challenge course“) ist fünf Stockwerke hoch – 81 ft (25 m) hoch – und verfügt über 48 Hindernisse (oder „Elemente“), wobei die Hindernisse mit jeder Stufe allmählich schwieriger werden. Die Moody Gardens Zip Line ist 500 ft (150 m) lang und mit einem anderen Stahlturm am anderen Ende von Palm Beach neben dem Wellenbad verbunden – so schweben Besucher 60 ft (18 m) über Palm Beach und erhalten so einen Blick aus der Vogelperspektive auf die Pyramiden und tropischen Gärten von Moody Gardens. Der Hochseilgarten und die Seilrutsche wurden von Ropes Courses Inc. hergestellt, installiert und gewartet. Der Hochseilgarten und die Seilrutsche sind das ganze Jahr über am Wochenende und an Wochentagen während der Schulferien sowie an Wochentagsabenden während des Festival of Lights geöffnet.
In Moody Gardens gibt es auch den Sky Tykes Ropes Course für Personen unter 120 cm (48 in) Körpergröße. Der Parcour verfügt über 9 Hindernisse (oder „Elemente“) und liegt auf einer Ebene. Das offene Parcourdesign ermöglicht eine einfache Teilnahme der Eltern für jede benötigte Unterstützungsstufe. Eltern können ihr Kind auch begleiten.

## Moody Gardens Golf Course
Im Jahr 2007 unterzeichnete die Moody Foundation eine Vereinbarung mit der Stadt Galveston über die vollständige Überarbeitung des städtischen Golfplatzes. Der Platz wurde im Juni 2008 unter dem Namen Moody Gardens Golf Course wiedereröffnet. Die umfassende Renovierung kostete 17 Mio. Dollar.
Der neue Platz wurde von Peter Jacobsen von Jacobsen Hardy Golf Course Design entworfen und so konstruiert, dass die historischen Merkmale des Platzes erhalten blieben und gleichzeitig bestimmte Löcher und der Parcour-Fluss verbessert wurden. Der Par-72-Platz misst ab den hinteren Abschlägen 6.900 Yards und verfügt über 5 Abschlagsätze für alle Spielstärken.

## Festival of Lights
Jedes Jahr im November und Dezember findet in Moody Gardens das „Festival of Lights“ statt. Es gibt einen kilometerlangen Weg mit einer Million Lichtern, weihnachtlicher Musik, Live-Unterhaltung und einer Eisbahn im Freien. Zu den weiteren Attraktionen zählen Urlaubsfilme im MG3D Theater, 4D Special FX-Theater und Ridefilm-Theater. Ein Feiertagsbuffet wird im Garden Restaurant angeboten und das Colonel Paddlewheel Boat bietet Abendkreuzfahrten an.